# Kreuzallergie
Von einer Kreuzallergie (auch Kreuzreaktion genannt) wird dann gesprochen, wenn Immunglobulin-E-Antikörper, die gegen ein bestimmtes Allergen in einer bestimmten Allergenquelle gerichtet sind, auch andere Allergene in anderen Allergenquellen erkennen und somit auch bei Kontakt mit diesen anderen Allergenquellen eine allergische Reaktion auslösen können.

## Immunologie
Die bei Allergikern gebildeten IgE-Antikörper erkennen bestimmte Epitope (Motive) auf den Allergenen einer Allergenquelle. Kommt in einer anderen Materie ein Molekül vor, das ähnliche Epitope aufweist, so kann es sein, dass die IgE-Antikörper auch an diese ähnlichen Epitope binden können und ebenfalls eine allergische Reaktion auslösen.
Ein Beispiel ist das orale Allergiesyndrom (OAS) bei Birkenallergikern. Hier können IgE-Antikörper, die gegen das Hauptallergen im Birkenpollen, Bet v 1, gerichtet sind, ein strukturell ähnliches Protein im Apfel, Mal d 1, erkennen. Das führt dazu, dass Birkenpollenallergiker beim Verzehr von Äpfeln allergische Symptome, wie Anschwellen, Rötung und Juckreiz der Mundschleimhaut, erfahren können.
Neben Bet v 1 gibt es in Birkenpollen noch drei weitere kreuzreaktive Strukturen (Proteine), die zusammen einen Großteil der allergischen Kreuzreaktionen verursachen.

## Stärke der Kreuzreaktionen
Der Allergengehalt von Lebensmitteln kann, da es sich um biologische Produkte handelt, stark schwanken. Er hängt unter anderem vom Reifegrad, der Sorte, der Region und der Zubereitungsart ab. Immunologisch betrachtet nimmt die Kreuzreaktivität mit der Ähnlichkeit und Anzahl der reagierenden Epitope zu. Wie bei allen Leistungen des Immunsystems spielt auch die körperliche und psychische Verfassung eine Rolle für die Intensität der Kreuzallergie.

## Ablauf der allergischen Reaktion
Kreuzreaktivität von Allergenen läuft auf drei Ebenen ab.
- B-Zellen: Wenn ein Allergen, bzw. das kreuzreaktive Allergen, an membranständiges IgE auf B-Zellen binden kann, so führt das zur Aktivierung der B-Zelle. Diese Aktivierung steht aber auch unter anderen Kontrollmechanismen, wie z. B. von Zytokinen.
- T-Zellen: T-Zellen erkennen Allergene nur in prozessierter Form, nämlich als Peptide, die von MHCII-Molekülen auf antigen-präsentierenden Zellen präsentiert werden. Diese T-Zellepitope sind klein (ca. 13 Aminosäuren lang) und linear. Kreuzreaktivität auf dieser Ebene führt zur Aktivierung von Allergen-spezifischen T-Zellen.
- Mastzellen und Basophile: Zur Auslösung einer allergischen Sofort-Typ-Reaktion müssen membranständige IgE-Antikörper auf Mastzellen oder Basophilen kreuzvernetzt werden. Das bedeutet, dass kreuzreaktive Allergene mindestens zwei Epitope anbieten müssen, die gut und stabil genug an die IgE-Antikörper binden können, um eine solche Kreuzvernetzung zustande zu bringen.

## Bekannte Kreuzallergien
| Primäre Allergie auf                                                                              | Mögliche Kreuzallergie/Nahrungsmittelallergie |
| ------------------------------------------------------------------------------------------------- | --- |
| Birke                                                                                             | - Pollen: Hasel, Erle, Eiche, Rotbuche, Esche, Sellerie/Beifuß, Hainbuche - Nahrungsmittel: Mandeln, Karotten, Nüsse (v. a. Haselnüsse; Walnüsse; Paranuss), Soja(milch) - Frischobst wie Kernobst und Steinobst: Äpfel, Birnen, Pfirsiche, Aprikosen, Brombeere, Erdbeere, Himbeere, Zwetschgen/Pflaume, Kirschen, Mirabelle, Nektarine, Feige, Jackfrucht - viele verschiedene Kräuter und Gewürze: Petersilie, Pfeffer, Paprikapulver - selten: Tomaten (roh), Kartoffeln (roh), Kiwi, Litschi und Avocado, Sellerie    |
| Getreidepollen                                                                                    | - Pollen: Dinkel, Gerste, Hafer, Hirse, Mais, Reis, Weizen - Gräserpollen: Weidelgras - Nahrungsmittel: Getreidemehl |
| Olivenpollen                                                                                      | Ananas, Ascorbinsäure, Gräser, Liguster, Meerrettich |
| Pappel                                                                                            | Weide |
| Gräser(-pollen)                                                                                   | - Pollen: Ruchgras, Wiesenlieschgras, Knäuelgras, Raygras (→ Ananas) - Nahrungsmittel: Kartoffeln (roh), Soja+Erdnüsse (Hülsenfrüchte), Erbsen, Kiwis, Tomaten, Melone, Wassermelone - Getreide: Roggen, Hafer, Weizen, Gerste - Pfefferminze, Kräuter/Gewürze |
| Beifuß                                                                                            | - Pollen: Korbblütler wie Chrysanthemen/Margeriten, Birke, Löwenzahn, Kamille, Sonnenblume, Traubenkraut (Ragweed) - Nahrungsmittel: Paprika, Sellerie, Karotte, Kartoffel, Kiwi, Gurke, Melone, Artischocke, Tomate, Sonnenblumenkerne, Erdnüsse, Litschi, Mango, Apfel - Gewürze: Anis, Koriander, Chili, Dill, Estragon, Fenchel, Ingwer, Kamille, Kardamom, Knoblauch, Kümmel, Muskatnuss, Paprika, Pfeffer, Pfefferminze, Petersilie, Senf, Wermut, Liebstöckel, Zimt - Kräuter: Basilikum, Majoran, Oregano, Thymian |
| Sellerie                                                                                          | - Pollen: Birke, Beifuß - Nahrungsmittel: Karotte - Gewürze: Anis, Basilikum, Dill, Fenchel, Oregano, Kreuzkümmel, Koriander, Liebstöckel, Majoran, Thymian |
| Esche                                                                                             | - Pollen: Oliven, Flieder, Liguster, Forsythie |
| Hülsenfrüchtler                                                                                   | Erdnuss, Bohne, Linse, Sojabohne, Klee, Luzerne, Lupine, Lakritze, Johannisbrot, Gummi arabicum, Tamarinde, Tragant |
| Nüsse                                                                                             | Haselnuss (→ Roggenmehl), Cashew, Erdnuss (ist keine Nuss, sondern eine Hülsenfrucht), Mandeln, Mohn, Pistazien (→ Sonnenblumensamen), Sesam, Walnüsse, Kiwi, Erdbeere (Sammelnussfrucht) |
| Traubenkraut (Ambrosia) zunehmende Verbreitung in Europa                                          | Kamille, Melone, Banane |
| Flieder                                                                                           | Esche / Ölbaum |
| Hausstaubmilben                                                                                   | - Milbenarten: Vorratsmilbe - Krustentiere: Krebse, Krabben, Shrimps, Scampi, Garnelen, Langusten, Hummer - Sonstiges: rote Mückenlarve (im Fischfutter), Schnecken, Muscheln (z. B. Auster), Kakerlaken |
| Latex (in Luftballons, Gummi-Handschuhen, Taucheranzügen, Klebeseiten von Pflastern, Kondomen, …) | - Pollen: Beifuß, Traubenkraut (Ragweed), Wiesenlieschgras - Nahrungsmittel: Bananen, Avocados, Papaya, Kiwi, Maroni/Kastanie, Feige, rohe Kartoffeln, Passionsfrucht, Sellerie, Tomate, Pfirsich, Buchweizenmehl, Paprika, Mango, Acerola - Sonstiges: Birkenfeige (ficus benjamina) (Röstkastanien) |
| Penicillin                                                                                        | Cephalosporine |
| Kiwi                                                                                              | - Pollen: Beifuß, Birke, Gräser - Nahrungsmittel: Ananas, Apfel, Karotte, Kartoffel, Roggenmehl, Weizenmehl - Sonstiges: Latex |
| Fische                                                                                            | Aale, Flussbarsch, Kabeljau (→ Surimi), Karpfen, Salm, Thunfisch, Seezunge/-scholle, Zahnbrasse, Hühnerei (durch Fischmehlfütterung) |
| Hühnerei                                                                                          | Ente, Gans, Hühnerfleisch, Truthahn, Seemöwe, Papagei, Kanarienvogel, Taube, Wellensittich |
| Kuhmilch                                                                                          | Rinderhaar, Rind-/Kalbfleisch, Soja |
| Schimmelpilz                                                                                      | Candida (→ Saccharomyces), Aspergillus, Alternaria, Cladosporium, Epicoccum, Fusarium, Penicillium |
| Gelatine (in Gummibärchen, Joghurt, …)                                                            | Volumenersatzmittel, Plasmaexpander (Infusionen!) |
| Hautflügler (Hymenoptera)                                                                         | Biene (→ Hummel), Wespe (→ Hornisse) |

## Abgrenzung zu Pseudoallergien und Unverträglichkeiten
Von einer Kreuzallergie wird nicht gesprochen:
- bei Nahrungsmittelunverträglichkeiten oder -intoleranzen (diese werden oftmals mit einer Nahrungsmittelallergie verwechselt). Hier erfolgt die Reaktion auf biogene Amine, wie Histamine, Serotonin, Tyramin
- wenn andere Bestandteile der Nahrung, z. B. Metalle, eine allergische Reaktion verursachen

| Bestandteil der Nahrung | Enthalten in                                                           |
| ----------------------- | ---------------------------------------------------------------------- |
| Histamin                | Erdbeeren, Tomaten, Sardellen, Sauerkraut, Thunfisch, Rotwein und Sekt |
| Serotonin               | Ananas, Bananen und Walnüssen                                          |
| Tyramin                 | Käse, Fisch, Hefe, Wurst und Schokolade                                |
| Salicylate              | Aspirin                                                                |

## Ernährungstipps
Kreuzallergien können, müssen aber nicht auftreten. So zeigen beispielsweise rund 70 % der Birkenpollenallergiker beim Verzehr verschiedener pflanzlicher Nahrungsmittel, wie z. B. Äpfel, Steinobst, Karotten, Sellerie und sojahaltige Produkte, irgendwann allergische Reaktionen gegen diese Produkte.
Jede Diät ist daher vorher mit einem Arzt abzusprechen, um eine gesunde und ausgewogene Ernährung zu garantieren. Bei häufiger auftretenden Beschwerden kann das Führen eines kombinierten Beschwerde-, Ernährungs- und Pollenflugtagebuchs helfen, mögliche Nahrungsmittelallergien zu erkennen, die dann mit Hilfe einer Eliminationsdiät weiter eingekreist werden können. Oftmals reicht es dann aus, die Nahrungsmittel wärmezubehandeln (z. B. Mikrowelle), auf andere Sorten umzusteigen oder auf den Verzehr in der Pollenflugsaison zu verzichten.